# Edy Debray
Edy Debray, de son vrai nom Ernest Charles Sechez, est un acteur français né à Nantes (Loire-Atlantique) le 19 décembre 1880 et mort à Beaumont-les-Autels (Eure-et-Loir) le 14 avril 1974.

## Filmographie
- 1917 : Par la vérité de Gaston Leprieur et Maurice de Féraudy (1 845 m)
- 1924 : Paris la nuit d'Émile Keppens
- 1929 : Les Mufles de Robert Péguy : Florent Pascal
- 1930 : Le Roman de Renard d'Irène et Ladislas Starewitch (film d'animation, voix de Grimbert le blaireau)
- 1931 : L'Amour à l'américaine de Claude Heymann : Le fou infirmier
- 1933 : Trois Balles dans la peau de Roger Lion : Sans fil
- 1933 : Lidoire de Maurice Tourneur : Joberlin
- 1933 : L'Homme mystérieux ou Obsession de Maurice Tourneur
- 1934 : Cartouche de Jacques Daroy : Le lieutenant criminel
- 1934 : La Dame aux camélias de Fernand Rivers : Varville
- 1934 : Le Dernier Milliardaire de René Clair : Un journaliste
- 1934 : Pension Mimosas de Jacques Feyder
- 1934 : Vers l'abîme de Hans Steinhoff et Serge Veber : Le secrétaire
- 1935 : Soir d'orage de Joseph Guarino-Glavany (moyen métrage de 42 min)
- 1935 : Napoléon d'Abel Gance
- 1935 : L'Heureuse Aventure de Jean Georgesco
- 1936 : Le Mort en fuite d'André Berthomieu : Le médecin aliéniste
- 1936 : Femmes de Bernard Roland : L'avocat, général
- 1936 : La vie est à nous de Jean Renoir, Jacques Becker, Jean-Paul Le Chanois : L'huissier
- 1936 : Moutonnet de René Sti
- 1936 : Tarass Boulba d'Alexis Granowsky : Un Polonais
- 1937 : Marthe Richard, au service de la France de Raymond Bernard : Un officier
- 1937 : Liberté de Jean Kemm
- 1937 : Alexis gentleman chauffeur de Max de Vaucorbeil : Un mécano
- 1937 : L'Habit vert de Roger Richebé
- 1937 : La Treizième Enquête de Grey de Pierre Maudru : Louis
- 1938 : Le Temps des cerises de Jean-Paul Le Chanois
- 1938 : Carrefour ou L'Homme de la nuit de Kurt Bernhardt : Un accusé
- 1938 : Katia de Maurice Tourneur : Louis, le terroriste
- 1938 : Conflit de Léonide Moguy : Le médecin
- 1938 : Les Nouveaux Riches d'André Berthomieu
- 1938 : Prisons de femmes de Roger Richebé : L'aumonnier
- 1939 : Le Bois sacré de Léon Mathot et Robert Bibal
- 1939 : Le Château des quatre obèses de Yvan Noé
- 1939 : Le Chemin de l'honneur de Jean-Paul Paulin : Le curé
- 1939 : L'Étrange nuit de Noël d'Yvan Noé : Le notaire
- 1939 : Face au destin d'Henri Fescourt : Le commissaire
- 1939 : Quartier Latin de Pierre Colombier et Christian Chamborant
- 1939 : La Règle du jeu de Jean Renoir : Corneille, le majordome
- 1939 : De Mayerling à Sarajevo de Max Ophüls
- 1940 : Ceux du ciel d'Yvan Noé : Stanalesco
- 1942 : Dernier Atout de Jacques Becker : Le bijoutier
- 1943 : Le Colonel Chabert de René Le Hénaff
- 1945 : La Fille aux yeux gris de Jean Faurez
- 1946 : Le Café du cadran de Jean Gehret, supervisé par Henri Decoin : L'encaisseur
- 1946 : Dernier Refuge de Marc Maurette : L'employé
- 1946 : Contre-enquête de Jean Faurez : Le professeur
- 1946 : Rendez-vous à Paris de Gilles Grangier : Le commandant
- 1947 : Cargaison clandestine d'Alfred Rode : Le capitaine
- 1947 : Danger de mort de Gilles Grangier : Le chanoine
- 1947 : Et dix de der ! de Robert Hennion : Le commissaire de bord
- 1947 : Ruy Blas de Pierre Billon : Un ministre
- 1948 : D'homme à hommes de Christian-Jaque : Un invité d'Elsa
- 1948 : La Veuve et l'Innocent d'André Cerf : Le médecin
- 1949 : La Femme nue d'André Berthomieu : Le chirurgien
- 1949 : Portrait d'un assassin de Bernard Roland : L'annonceur
- 1950 : Bel Amour de François Campaux
- 1955 : Les Hommes en blanc de Ralph Habib : L'homme du métro
- 1955 : Lola Montès de Max Ophüls : Le capitaine
- 1955 : Tant qu'il y aura des femmes d'Edmond T. Gréville
- 1957 : Trois jours à vivre de Gilles Grangier
- 1958 : Archimède le clochard de Gilles Grangier : Un clochard

## Théâtre
- 1936 : La Treizième Enquête de Grey d'Alfred Gragnon et Derive, mise en scène Fernand Mailly, Théâtre des Capucines
- 1947 : L'Immaculée de Philippe Hériat, mise en scène Claude Sainval,  Comédie des Champs-Élysées